# Johannes Poulsen
|  | For artiklen om politikeren, se Johannes Poulsen (politiker). |
Johannes Poulsen (17. november 1881 i København – 14. oktober 1938 sammesteds) var en dansk skuespiller og sceneinstruktør, bror til Adam og Svenn Poulsen.
Han debuterede sammen med sin bror Adam på Dagmarteatret i 1901 og blev der til 1909, hvorefter han blev engageret af det Det Kongelige Teater, hvor han blev til sin død kun afbrudt af gæsteoptræden i Norge og andre lande. Han var desuden sceneinstruktør på Det kongelige Teater fra 1917.
Han filmdebuterede i 1910 med sin bror hos Regia Kunstfilm og medvirkede i fire stumfilm der og tre stumfilm hos Nordisk Film. Og i 1938 i en tonefilm.
Johannes Poulsen var søn af skuespiller og sceneinstruktør Emil Poulsen (1842-1911) og Anna Augusta Dorthea Winzentine Margrethe Næser og lillebror til skuespilleren Adam Poulsen. Han var gift tre gange. Første gang – kortvarigt – i 1908 med nordmanden Ingeborg Maria Hauge. Anden gang i 1917 med Sylvia Mizpah Pio (1878-1932). Og tredje gang i 1924 med solodanserinde og skuespillerinde Ulla Poulsen Skou. Mellem Sylvia og Ulla havde han et kort forhold til Erna Hamilton. Han døde den 14. oktober 1938 og ligger begravet i klitterne ved Tranestederne i Hulsig tæt ved sin bolig Tranegården på Skagen .

## Filmografi
- 1910 – Elskovsbarnet (som Grev Henry; ukendt instruktør)
- 1910 – Djævlesonaten (som Josef Cziky, violin-virtuos; ukendt instruktør)
- 1910 – Et Gensyn (som Helms, Willers ven; ukendt instruktør)
- 1910 – Elskovsleg (som Gilbert Svarre; ukendt instruktør)
- 1911 – Balletdanserinden (som Jean Mayol, forfatter; instruktør August Blom)
- 1911 – Dyrekøbt Glimmer (som Aage Madsen, kontorist; instruktør Urban Gad)
- 1912 – Indbruddet hos Skuespillerinden (som Indbrudstyv; instruktør Eduard Schnedler-Sørensen)
- 1938 – Champagnegaloppen (som Salomon Bierbaum, musiker i Lumbyes ork.; instruktør George Schnéevoigt)